# LaGrange (Indiana)
Pour les articles homonymes, voir LaGrange.
La ville de LaGrange est le siège du comté de LaGrange, situé dans l’Indiana, aux États-Unis. Sa population s’élevait à 2 625 habitants lors du recensement de 2010, estimée à 2 749 habitants en 2017.

## Histoire
La construction de LaGrange est ordonnée en 1836.

## Démographie
| Groupe                           | LaGrange | Indiana | États-Unis |
| -------------------------------- | -------- | ------- | ---------- |
| Blancs                           | 93,7     | 84,3    | 72,4       |
| Autres                           | 4,2      | 2,7     | 6,4        |
| Métis                            | 0,7      | 2,0     | 2,9        |
| Afro-Américains                  | 0,6      | 9,1     | 12,6       |
| Asiatiques                       | 0,4      | 1,6     | 4,8        |
| Amérindiens                      | 0,4      | 0,3     | 0,9        |
| Total                            | 100      | 100     | 100        |
|                                  |          |         |            |
| Hispaniques et Latino-Américains | 9,5      | 6,0     | 16,7       |

Selon l'American Community Survey, pour la période 2011-2015, 86,47 % de la population âgée de plus de 5 ans déclare parler anglais à la maison, alors que 9,44 % déclare parler l'espagnol et 4,10 % une autre langue.